# Biskop Henrik af Lund
Henrik, død cirka 1066, var biskop i Lund fra 1060–1066.
Henrik skal have været skatmester under Knud den Store i England og ført dennes rigdomme hjem til Danmark. Efter at han var vendt tilbage til England, blev han viet til missionsbiskop for Orkneyøerne. Muligvis tog han derefter til Island, da en biskop Henrik virkede dér et par år omkring 1050. År 1060 oprettede kong Svend Estridsen to
nye stifter øst for Øresund. Henrik blev udnævnt til biskop i Lund, mens Egino blev biskop i Dalby. Efter nogle år døde Henrik, og Egino blev biskop i Lund.